# گوردون دوری
 گوردون دوری  (به انگلیسی: Gordon Durie) (زاده ۶ دسامبر ۱۹۶۵ - پیسلی) بازیکن فوتبال اهل اسکاتلند است. وی سابقه عضویت در باشگاه‌های چلسی، تاتنهام و رنجرز را دارد.
همچنین وی ۴۳ بازی و ۷ گل ملی در کارنامه دارد و در جام‌های جهانی ۱۹۹۰ و ۱۹۹۸ حضور داشته‌است.